# Zginanie

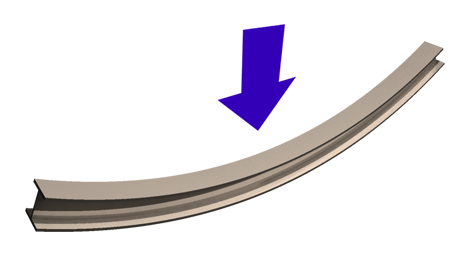
Zginanie belki

Zginanie (gięcie) – deformacja ciała (pręta, płyty, powłoki), która polega na zmianie krzywizny jego osi lub powierzchni środkowej. W przekrojach poprzecznych elementów zginanych występuje nierównomierność (liniowa zmienność) rozkładu naprężeń normalnych, spowodowana działaniem momentów zginających te przekroje.
W mechanice konstrukcji rzeczywiste ciała zastępuje się ich modelami mechanicznymi takimi jak pręty, płyty, powłoki. Obliczaniem zginanych płyt i powłok zajmują się odpowiednie działy mechaniki ośrodków ciągłych.

## Układ współrzędnych
We wszystkich rozważaniach posługiwać się będziemy prawoskrętnym układem współrzędnych {\displaystyle Oxyz,} związanym z przekrojem poprzecznym {\displaystyle S^{(-)}} pręta, którego normalna zewnętrzna jest skierowana zgodnie z ujemnym zwrotem osi {\displaystyle Ox.} Układ {\displaystyle Oxyz} będzie utożsamiany z układem osi głównych, centralnych. Oś {\displaystyle Ox} pokrywać się będzie z osią pręta skierowaną poziomo „w prawo”, oś {\displaystyle Oy} – skierujemy „poziomo w głąb”, a oś {\displaystyle Oz} – „w górę”. Znaki występujące we wzorach będą się odnosić do takiego właśnie układu współrzędnych.
Siły przekrojowe w przekroju {\displaystyle S^{(-)}} są dodatnie wtedy, gdy mają zwroty zgodne z układem osi {\displaystyle Oxyz.} Wartości tych sił wynikają z redukcji lewostronnych obciążeń zewnętrznych do środka ciężkości przekroju {\displaystyle S^{(-)}.}

## Rodzaje zginania
W wytrzymałości materiałów rozróżniane są następujące przypadki zginania:

Czyste, płaskie zginanie pręta pryzmatycznego

Momenty zginające w belce

- Zginanie czyste (proste) występuje wówczas, gdy we wszystkich przekrojach poprzecznych pręta, na całej jego długości, siły wewnętrzne redukują się tylko do momentu zginającego, o wektorze leżącym w płaszczyźnie przekroju pręta[2]. Jeżeli ten wektor ma dwie, różne od zera składowe {\displaystyle M_{y}} i {\displaystyle M_{z}} (liczone względem głównych centralnych osi bezwładności {\displaystyle Oy,Oz}), to zginanie takie jest ukośne (dwuosiowe, skośne). W przeciwnym razie, gdy np. {\displaystyle M_{z}=0,} zginanie jest płaskie (jednoosiowe, proste) i zachodzi w płaszczyźnie {\displaystyle Ozx.} Naprężenia normalne {\displaystyle \sigma _{n},} w przypadku czystego zginania, określone są przez siły przekrojowe wzorem

{\displaystyle \sigma _{n}=-{\frac {M_{z}}{I_{z}}}y+{\frac {M_{y}}{I_{y}}}z,}
w którym przez {\displaystyle I_{y},I_{z}} oznaczono główne centralne momenty bezwładności przekroju pręta.
- Zginanie poprzeczne charakteryzuje się występowaniem sił poprzecznych {\displaystyle Q_{y},Q_{z},} spowodowanych działaniem obciążeń prostopadłych do osi pręta[2]. Siły te sprawiają, że wartości momentów zginających {\displaystyle M_{y}} i {\displaystyle M_{z}} są zmienne na długości pręta. Naprężenia normalne określa ten sam wzór co wyżej.
- Ściskanie/rozciąganie mimośrodowe jest superpozycją działania momentów zginających {\displaystyle M_{y}} i {\displaystyle M_{z}} z działaniem siły podłużnej {\displaystyle N.} Naprężenie normalne określone jest wzorem[2]

{\displaystyle \sigma _{n}={\frac {N}{A}}-{\frac {M_{z}}{I_{z}}}y+{\frac {M_{y}}{I_{y}}}z.}
Ten ogólny przypadek zginania występuje we wszystkich elementach konstrukcji zbudowanych z prętów smukłych, w których wymiary przekroju poprzecznego nie przekraczają 1/10 długości osi pręta.
Maksymalne naprężenie normalne w przekroju poprzecznym pręta występuje dla {\displaystyle z_{max}} i wynosi:
{\displaystyle \sigma _{max}={\frac {M_{y}}{I_{y}}}z_{max}={\frac {M_{y}}{W_{y}}},\qquad W_{y}={\frac {I_{y}}{z_{max}}},}
gdzie:
{\displaystyle W_{y}} – wskaźnik (współczynnik) wytrzymałości przekroju na zginanie, który zależy od rozmiaru i kształtu przekroju pręta.
Zgodnie z hipotezą wytężeniową naprężenie {\displaystyle \sigma _{max}} musi spełniać warunek:
{\displaystyle \sigma _{max}<k_{g},}
gdzie:
{\displaystyle k_{g}} – dopuszczalna wytrzymałość na zginanie.

## Teoria Eulera-Bernoulliego
W praktyce inżynierskiej problem zginania prętów rozpatrywany jest na gruncie prostej teorii Eulera-Bernoulliego. Podstawowym założeniem tej teorii jest, że odcinek prosty i prostopadły do osi pręta (lub powierzchni środkowej płyty lub powłoki) przed deformacją, pozostaje prosty i prostopadły po wystąpieniu deformacji. Jest to konsekwencją pominięcia wpływu naprężeń stycznych w przekroju. Dla przypadku czystego płaskiego zginania, względem osi {\displaystyle Oy,} otrzymujemy dzięki temu liniową zmienność odkształcenia {\displaystyle \epsilon _{x}} wzdłuż wysokości przekroju pręta
{\displaystyle \epsilon _{x}={\frac {z}{\rho }}.}
Zgodnie z prawem Hooke’a naprężenia normalne wyrażają się wzorem
{\displaystyle \sigma _{x}=E{\frac {z}{\rho }}.}
W rozważanym przypadku otrzymujemy:
{\displaystyle M_{y}=\int _{A}z\sigma _{x}dA=E\int _{A}{\frac {z^{2}}{\rho }}dA={\frac {E}{\rho }}\int _{A}z^{2}dA={\frac {E}{\rho }}I_{y},}
gdzie {\displaystyle I_{y}} jest momentem bezwładności względem osi {\displaystyle Oy} pręta.
Z porównania wzorów wynika, że
{\displaystyle \sigma _{x}(x,z)={\frac {M_{y}(x)}{I_{y}}}z.}
Dla bardzo małych przemieszczeń i odkształceń krzywiznę osi pręta można przybliżyć drugą pochodną linii ugięcia {\displaystyle w(x){:}}
{\displaystyle \kappa ={\frac {1}{\rho }}\approx w''(x),}
otrzymując równanie różniczkowe tej linii:
{\displaystyle EI_{y}w''(x)=-\,M_{y}(x).}
Znak minus w tym równaniu wynika stąd, że dodatni moment {\displaystyle M_{y}(x)} działający w przekroju {\displaystyle S} powoduje wygięcie pręta skierowane wypukłością ku górze.
Na podstawie twierdzenia Schwedlera-Żurawskiego, przy założeniu że {\displaystyle EI_{y}=\mathrm {const} ,} otrzymujemy podstawowe równanie Eulera-Bernoulliego dla pręta zginanego
{\displaystyle EI_{y}w^{IV}(x)=q_{z}(x).}

## Przykład 1
Na podstawie teorii Eulera-Bernoulliego, dla przykładu, rozważymy szczegółowo przypadek płaskiego zginania poprzecznego, gdy {\displaystyle M_{z}=0.}
Analizując równowagę elementu o długości {\displaystyle dx} wyciętego z pręta zginanego poprzecznie obciążeniem zewnętrznym {\displaystyle q_{z}(x),} dochodzi się, na podstawie zapisanych dla niego dwu równań równowagi statycznej w płaszczyźnie {\displaystyle Ozx} do dwóch podstawowych związków pomiędzy obciążeniem, siłą poprzeczną i momentem zginającym (twierdzenie Schwedlera-Żurawskiego)
{\displaystyle {\frac {dQ_{z}(x)}{dx}}=-q_{z}(x),\qquad {\frac {dM_{y}(x)}{dx}}=Q_{z}(x),}
skąd po zróżniczkowaniu i podstawieniu otrzymuje się podstawowe równanie
{\displaystyle {\frac {d^{2}M_{y}(x)}{dx^{2}}}=-q_{z}(x).}
Prostoliniowy pręt pryzmatyczny zginany względem osi {\displaystyle Oy} tzn. w płaszczyźnie {\displaystyle Ozx,} ulega wygięciu w tej płaszczyźnie. Deformacja ta polega na tym, że oś pręta, prostoliniowa przed wygięciem, przybiera postać krzywej {\displaystyle w(x)} o krzywiźnie {\displaystyle \kappa (x).} Parametry tej krzywej określa działające obciążenie i ich wyznaczenie można przeprowadzić następująco.
Z nieodkształconego pręta wycinamy przekrojami {\displaystyle A,\ B} element o długości {\displaystyle dx.} Proste prostopadłe do osi w tych punktach są do siebie równoległe. Na skutek wygięcia osi przekroje {\displaystyle A,\ B} obracają się względem siebie o kąt {\displaystyle d\varphi } i taki sam kąt tworzą proste dotąd równoległe. Przecinają się one w punkcie {\displaystyle O} odległym o {\displaystyle \rho } od osi {\displaystyle Ox.} Odległość tę nazywamy promieniem krzywizny, przy czym zachodzi związek {\displaystyle \kappa ={\tfrac {1}{\rho }}.} Wydłużenie „włókna” położonego w odległości {\displaystyle z} od osi obojętnej przekroju wynosi {\displaystyle \Delta dx.}
Po uwzględnieniu podobieństwa trójkątów i wykorzystaniu wzorów
{\displaystyle \sigma =\epsilon E,\qquad \sigma ={\frac {M_{y}z}{I_{y}}}}
otrzymujemy dla wydłużenia jednostkowego {\displaystyle \epsilon } wzór
{\displaystyle \epsilon ={\frac {\Delta dx}{dx}}={\frac {z}{\rho }}={\frac {\sigma }{E}}={\frac {M_{y}z}{EI_{y}}}.}
Uwzględniając fakt, że {\displaystyle \kappa ={\tfrac {1}{\rho }}\approx w''} otrzymujemy przy założeniu, że {\displaystyle EI_{y}(x)=\mathrm {const} ,} następujące związki:
{\displaystyle EI_{y}w''(x)=-M_{y}(x),\quad EI_{y}w'''(x)=-Q_{z}(x),\quad {\underline {EI_{y}w''''(x)=q(x)}}.}
W przypadku ogólnym, dla każdego przedziału {\displaystyle [x_{0},\,x]} osi {\displaystyle Ox} pręta pryzmatycznego, na długości którego {\displaystyle q(x)=q=\mathrm {const} ,} można napisać
{\displaystyle {\begin{aligned}w(x)&=w_{0}+{\tfrac {1}{2}}M_{0}(x-x_{0})^{2}+{\tfrac {1}{6}}Q_{0}(x-x_{0})^{3}+{\tfrac {1}{24}}q_{z}(x-x_{0})^{4},\\w^{'}(x)&=w_{0}^{'}+M_{0}(x-x_{0})+{\tfrac {1}{2}}Q_{0}(x-x0)^{2}+{\tfrac {1}{6}}q_{z}(x-x_{0})^{3},\\EI_{y}w''(x)&=M_{0}+Q_{0}(x-x_{0})+{\tfrac {1}{2}}q_{z}(x-x_{0})^{2},\\EI_{y}w'''(x)&=Q_{0}+q_{z}(x-x_{0}),\\EI_{y}w''''(x)&=q_{z},\end{aligned}}}
gdzie przez {\displaystyle w_{0},\,w_{0}^{'},\,Q_{0},\,M_{0}} oznaczono wartości obliczone dla przekroju w punkcie {\displaystyle x_{0}} na osi pręta.

## Przykład 2
Dana jest pryzmatyczna {\displaystyle (EI_{y}(x)=const)} belka wspornikowa o długości {\displaystyle L} utwierdzona na prawym końcu {\displaystyle (x=L)} i zginana w płaszczyźnie {\displaystyle Oxz} obciążeniem o wartości q stałej na całej długości. Warunki brzegowe są dla niej następujące:
{\displaystyle M_{y}(0)=Q_{z}(0)=w(L)=w^{'}(L)=0,}
gdzie przez {\displaystyle w(x)} oznaczono rzędną linii ugięcia osi.
Otrzymujemy kolejno po uwzględnieniu warunków brzegowych
{\displaystyle EI_{y}w^{''''}=q,\quad EI_{y}w^{'''}=qx,\quad EI_{y}w^{''}={\frac {1}{2}}qx^{2},}
{\displaystyle EI_{y}w^{'}={\frac {1}{6}}q(x^{3}-L^{3}),\quad EI_{y}w={\frac {q}{24}}(x^{4}-4L^{3}x+3L^{4})}
i dalej
{\displaystyle w(0)={\frac {1}{8}}{\frac {qL^{4}}{EI_{y}}},\quad w^{'}(0)=-{\frac {1}{6}}{\frac {qL^{3}}{EI_{y}}},\quad M_{y}(L)={\frac {1}{2}}qL^{2},\quad Q_{z}(L)=qL.}